# Erythrina variegata
Erythrina variegata са вид растения от семейство Бобови (Fabaceae).
Срещат се в тропичните и субтропичните райони на Южна и Югоизточна Азия, в Австралия и Океания. Те са незастрашен вид. Отглеждат се като декоративни дървета.
Таксонът е описан за пръв път от Карл Линей през 1754 година.

## Вариетети
- Erythrina variegata var. alba
- Erythrina variegata var. orientalis
- Erythrina variegata var. variegata